# Riedheim
Riedheim [ʁiːtaɪm] est une ancienne commune du Bas-Rhin. Depuis le 1er mars 1973, ce village est une commune associée de Bouxwiller (Bas-Rhin).

## Toponymie
Cité en 784 sous Creodheim et signifiant l'habitation (Heim) près du marécage (Ried).

## Administration
| Période                                  | Période  | Identité      | Étiquette | Qualité           |
| ---------------------------------------- | -------- | ------------- | --------- | ----------------- |
| Les données manquantes sont à compléter. |          |               |           |                   |
|                                          | 2020     | Alain Meiss   |           | Agent technique   |
| 2020                                     | En cours | Freddy Staath |           | Chargé de mission |

## Démographie
| 1896 | 1906 | 1911 | 1926 | 1936 | 1946 | 1954 | 1962 | 1968 |
| ---- | ---- | ---- | ---- | ---- | ---- | ---- | ---- | ---- |
| 237  | 250  | 238  | 216  | 230  | 199  | 195  | 185  | 171  |

## Culture locale et patrimoine

### Héraldique
| Blason de Riedheim | Blason  | De gueules au mouton d'argent sur une terrasse de sable. |
| Blason de Riedheim | Détails |                                                          |

### Sobriquets en langue alsacienne
- Eiersieder (les cuiseurs d'œufs).
- Les habitants des alentours chantaient en alsacien sur Riedheim : 
  - Ze Riede wohnt der Schinder,
  - Der Schinder wohnt ze Riede,
  - M'r kann's 'm nit verbiede.

(À Riedheim habite le bourreau, le bourreau habite à Riedheim, on ne peut pas le lui interdire). Avant la Révolution, la justice seigneuriale pouvait prononcer des peines de mort par pendaison. D'après la carte des géographes royaux Cassini, une potence se dressait sur la colline du Galgenberg (Mont de la Potence)

### Lieux et monuments
Riedheim est l'une des quelque 50 localités d'Alsace dotées d'une église simultanée.